# LOS (Erzählung)
LOS ist eine im Jahre 2005 erschienene Erzählung des Schweizer Autors Klaus Merz.

## Die Hauptfigur
Hauptfigur dieser Erzählung ist Thaler, ein ca. 50-jähriger arbeitsloser Lehrer. Er ist frustriert, bzw. nicht einmal das. Er beschreibt, wie er „hinter Glas“ gelebt habe und nie wirklich ins Leben eingestiegen sei. Sein Vater sowie sein Bruder sind früh gestorben. Geblieben ist ihm seine Mutter, deren Tod er im Verlauf des Buches verarbeitet.
Die Handlung spielt in der Schweiz, wahrscheinlich im Mittelland, in einem unbedeutenden Strassenort. Der Jura wird erwähnt, der „Hauptbahnhof“ wird erwähnt (wahrscheinlich Zürich), doch Thaler wird auf dem fiktiven „Krogpass“ abstürzen. Von weiteren Figuren erhält der Leser kaum Informationen oder Namen, höchstens ein flüchtiges Bild.

## Die Themen
Die kürzesten Wörter lösen oft die größten Geschichten aus. Wie der Titel „LOS“. Drei Buchstaben, alle groß geschrieben. Was ist los? Geht es um eine Tombola, um Nieten und Gewinne? Ist das Schicksal, das Los, gemeint? Oder ist es gar eine geheimnisvolle Abkürzung? Irgendwie ist alles in dem Buch enthalten, nur keine Antworten.
Ich interpretiere so: es geht um Tod und Liebe. Oder anders gesagt: um Begrenzung und Begeisterung. Oder, um den Titel miteinzubeziehen: um Loslassen und Loslegen. „Die kurze Erzählung von Klaus Merz ist ein trauriger Abgesang an ein Leben, das nicht gelingen wollte“, so beschreibt es ein Kritiker. Thaler ist eine Art Anti-Held, ein von Anfang an durch sich selbst Todgeweihter.

## Die Handlung
In „LOS“ passiert bewusst nicht viel. Thaler bricht zu einer Bergtour auf, stürzt ab, und ist sein Leben los. Thalers Wanderung beschreibt das Leben an sich: Man kann bergauf gehen oder bergab, kann die Landschaft betrachten oder bloß durchrennen. Von hinten her, als Thaler schon verschollen und gestorben ist, rollt sich sein Leben in leichten aber kantigen Sätzen auf.
„‚Mein Thaler hat sich verwandert.’ An diesen Satz deiner Frau klammerten wir uns, zusammen mit deinen grossen, schweigsamen Kindern, und begannen nach allen gescheiterten Nachforschungen unseren Alltag ohne dein Dabeisein langsam wieder in seine gewohnten Bahnen zurückzulenken.“ (Seite 7f.)
Solches liest man auf der ersten Seite. Die Erzählung knüpft assoziierend Erinnerungen aneinander. Aus der Kindheit etwa bleibt Thaler ein
Verkehrsunfall in Erinnerung:
„Mitte September sind wenige Meter unterhalb der Garage zwei Autos aufeinander geprallt. Der eine der beiden Fahrer ist mit ein paar Verletzungen davongekommen, der andere ist noch auf der Unfallstelle verschieden. Seither erinnern stets frische Blumen am Strassenrand an den schnellen, unsinnigen Tod des Mannes.“ (Seite 12f.)
Hier knüpft Thaler das Bild seines toten Vaters an, am Gedankenknoten zweigen andere bildhafte Geschichten ab, von Lehrern, die nicht lesen, aber trotzdem die Leselust fördern, von Figuren, die gerne ins Gebirge flüchten. Thaler tut genau dies und stürzt – beim Versuch, seine Mütze zu retten. Er fällt, rutscht und ist nicht sofort tot. Er bekommt Zeit zum Loslassen:
„Thaler hat die Knochen brechen gehört, bleibt in einer sanften Geländemulde auf dem Rücken liegen im Schnee, benommen vor Schmerz – und mit einem eigenartigen Gefühl von Genugtuung im Kopf: So etwas war doch schon immer vorgesehen gewesen für ihn, muss er denken. Sein bisheriges Leben nichts als Stundung, Aufschub, Geplänkel. Nun gilt es ernst. Endlich.“ (Seite 74)
Dies ist das zweite Motiv: Unerreichbarkeit, die Unfähigkeit, sich mit der Umwelt zu verbinden, Gefühlskälte, die ein Leben verunmöglichen kann. Widerspiegelt vom dicken Nebel und später vom Schnee. Thaler wird erfrieren.
Bald nach dem Sturz hat Thaler die Erkenntnis, die eigentliche Aussage der Erzählung:
„Überhaupt möchte er am liebsten barfuss sein, er nestelt mit klammen Fingern am nassen Schuh, am heissen, verdrehten Fuss herum, lässt es wieder bleiben und gewahrt im selben Augenblick, dass ‚loslassen’ ja auch loslegen meint. Anfang. Neubeginn: Durch seine Finger an der rechten Hand zucken Morsezeichen: SOS.“ (Seite 75)
Jetzt gilt es ernst. Thaler beginnt zu kämpfen, doch nur schwach, und lässt sich bald in den Schnee fallen und gibt auf.

## Aufbau und Stil
Klaus Merz’ „LOS“ ist eine Erzählung oder Novelle. Der Aufbau wird vom Autor sehr frei gehandhabt. Er reiht Gedankensplitter lose aneinander, was keine Drei-Akt-Struktur oder ähnliches erkennen lässt. Merz erzählt auf mehreren Ebenen. Einerseits gibt es die lineare Geschichte von Thaler, der sich auf seine Wanderung begibt, andererseits sind da dessen nicht chronologisch geordnete Erinnerungen. Dies wird von einem allwissenden Erzähler in der Gegenwart erzählt („Als Thaler ins Freie tritt, gibt er sich unter der Tür einen Ruck. Die Kinder rundherum sind längst eingetan in Horte und Schulen. Oder sie haben bereits eine Lehrstelle, um zu werden wie wir.“ Seite 11f.) Weiter existiert eine Art Rahmenhandlung, die aber genau genommen bloß eine Einleitung in Form einer Widmung ist. Ein guter Bekannter der Hauptperson beschreibt ganz zu Beginn kurz die Sicht von außen. Dies ist in der Vergangenheitsform gehalten:
„Wir hatten nach dir gesucht, gerufen, gegraben. Aber alle Rettungskolonnen kehrten unverrichteter Dinge ins Tal zurück. […] Nur in den Träumen kehrtest du zu uns zurück […] Bis wir dich insgeheim darum baten zu bleiben, wo du jetzt bist.“ (Seite 7f.)
Ein besonderes Stilmittel sind die sechs eingeworfenen Texte zum Sterben der Mutter, die die Hauptfigur während des eigenen Ablebens schreibt (Ich-Erzähler: „In zu kurzen Hosen stand ich artig am Schulgartenrand, eine geknickte Sonnenblume in der Hand. Das Schwarzweissbild hatte während Jahren an Mutters Küchenspind gesteckt.“ Seite 85). Der Autor erreicht durch diese drei Erzählformen eine Ablösung vom sonst sehr konzentrierten Handlungsstrang und außerdem eine immer stärkere Identifikation mit Thaler (Ich-Erzähler-Texte werden immer länger, weniger abschweifende Erinnerungen).
Klaus Merz hat die Erzählung noch kürzer und straffer gehalten, als es das kleine Wort „LOS“ suggeriert. Die Sprache ist sehr knapp, wirkt aber nie so, weil seine Bilder Welten eröffnen. Ob er den Leser jetzt Lieder („Taler, Taler, du musst wandern…“), Literatur („Hilfe kommt aus Bregenz“) oder einfach Bilder assoziieren lässt („Die Schwerkraft des Schwarzen drängt aus der Tiefe des Raumes stoisch voran“) – auf diesen wenigen Seiten ist kein Wort zu viel.

## Der Autor
Klaus Merz, geboren 1945 in Aarau, lebt heute als Erzähler und Lyriker in Unterkulm. Als gelernter Sekundarlehrer arbeitete er längere Zeit in der Erwachsenenbildung. Er gewann mehrere Preise, unter anderem den Hermann-Hesse-Literaturpreis 1997, den Gottfried-Keller-Preis 2004, sowie den Werkpreis der schweizerischen Schillerstiftung 2005. Von ihm sind zahlreiche Geschichten und Erzählungen erschienen, wie zum Beispiel „Adams Kostüm“ oder der Kurzroman „Jakob schläft“. Merz hat aber auch Gedichte geschrieben („Kurze Durchsage“) – seine Werke sind nie besonders lang. Doch schon die Titel zeigen Merz’ besondere Fähigkeit. Er schafft es, zwei, drei banale Worte nebeneinanderzustellen, worauf es dazwischen – und wenn der Leser sich eingibt auch in dessen Kopf – sofort zu „funken“ beginnt.

## Rezension
Beinahe jeder der Sätze wäre ein gutes Zitat; nichts scheint unbedacht geschrieben zu sein. „LOS“ erzählt die traurige Geschichte eines Mannes, der nie aus seinem Glashaus herauskam, der seinen persönlichen Lebensweg nie mit der Realität vereinen konnte. Nur mit seiner Familie fühlt er wohl eine Verbindung, denn an sie verschwendet er seine völlig unromantischen letzten Gedanken.
Einziger Kritikpunkt an der Erzählung ist die Tatsache, dass sie schon bald „eingespurt“ ist und von da an kaum Überraschungen mehr bietet. Die außergewöhnlichen Beschreibungen von Klaus Merz bieten aber genügend Abwechslung und Futter. „Wie von selbst liest man langsamer“ hat ein Rezensent geschrieben. Der Stil ist gewöhnungsbedürftig und teilweise anstrengend. Trotzdem findet man sich sofort zurecht, die Sprache ist nie abgehoben.
Was meint nun der Titel „LOS“? Am Ende dieses Buches ist man nicht schlauer – aber um einige Fragen reicher.

## Virtuelle Realität
LOS - Virtual Reality Film beruhend auf dem Buch von Klaus Merz. Mit Niramy Pathmanathan, Regula Stüssi, Robert Vital und Klaus Merz. Regie: Sandro Zollinger und Roman Vital. Produktion Montezuma Film, 2020. Uraufgeführt am 24. Januar 2020 am Sundance Film Festival.